# Olmos de Atapuerca
Olmos de Atapuerca es una localidad situada en la provincia de Burgos, comunidad autónoma de Castilla y León (España), comarca de Alfoz de Burgos, ayuntamiento de Atapuerca.

## Comunicaciones
- Carretera: a 1 km de la A-1 con acceso desde las carreteras que la comunican con Atapuerca y Barrios de Colina.
- Ferrocarril: el Madrid-Hendaya, estación de Quintanapalla 1 km al este.

## Situación administrativa
Entidad Local Menor cuyo alcalde pedáneo es Eduardo Cerdá Romero desde el 2007

## Historia
Lugar que formaba parte del Alfoz y Jurisdicción de Burgos, en el partido de Burgos, uno de los catorce que formaban la Intendencia de Burgos durante el periodo comprendido entre 1785 y 1833, tal como se recoge en el Censo de Floridablanca de 1787. Tenía jurisdicción de realengo con alcalde pedáneo.
La secuencia documentada del devenir histórico de Olmos a partir de las importantes investigaciones habidas en los Yacimientos de la Sierra de Atapuerca, nos permite vislumbrar que hunde sus raíces en los lejanos tiempos del Homo antecessor. Los restos del mundo paleolítico y de otros momentos de la prehistoria nos permiten decir que ha habido una ocupación continuada de este territorio desde casi un millón de años. En el entorno de Atapuerca, además del importante yacimiento paleontológico y arqueológico, hay restos de dólmenes, lo que indica que la sedentarización del Neolítico o Edad de los Metales llegó a estas tierras, luego de una larga evolución de los hombres que la fueron ocupando.
La primera noticia documentada cierta es la información que nos proporciona el Becerro de las Behetrías por el que sabemos que nuestra villa era una behetría dentro de la merindad de Burgos. Ello nos hace sospechar que inicialmente estuvo también vinculada al alfoz de Burgos, siendo la única de la zona que pertenecía a esta entidad.
En la Edad Moderna, por el censo del año 1591-94, sabemos que Olmos era una villa de realengo sobre la que ejercía jurisdicción el corregidor de la ciudad de Burgos. Como entidad independiente formaba parte de “la ciudad de Burgos y provincia” y estaba vinculada con otras poblaciones de la zona a la merindad de Montes de Oca. La modernidad nos aporta también un notable caudal informativo a través de los libros parroquiales. En nuestra población, al igual que en otras, bien desde finales del siglo XVI o las primeras décadas del XVII, encontramos los libros de tazmías, matrícula o de fábrica, que nos aportan una importante documentación para poder reconstruir la evolución de la población, los oficios y actividades a que se dedican y las reformas y cambios habidos en los templos parroquiales y ermitas. Es de la mayor significación para conocer la situación de la población, economía, actividades y oficios el catastro de la Ensenada elaborado el año 1752. El cuestionario y las respuestas abordan los elementos más señalados de cada población. Importa ante todo el “Libro Mayor de la Raíz” o el “libro de personal”. Por él sabemos el número de casas existentes, las habitadas o deshabitadas; las tenadas, los pajares o los corrales; la existencia o no de panadería; si había molinos, cuántos eran y las propiedades de los mismos; cómo funcionaban las tabernas; si había o no escuela, médico, boticario; a qué partido pertenecía y a qué grupo social pertenecían los vecinos. Tenemos noticias sobre la agricultura, la propiedad de la tierra y el tipo de cultivo. En suma para un mejor conocimiento de la zona será esta la fuente de mayor importancia juntamente con los libros de las parroquias. A finales del siglo XVIII el lugar de “Olmos junto a Atapuerca” era de realengo, estaba dentro del partido de Burgos en el “alfoz y jurisdicción de Burgos”.
La contemporaneidad viene marcada por el establecimiento de los ayuntamientos y la delimitación del término municipal a partir de la cuarta década del siglo XIX. Nuestra población quedó incardinada dentro del partido judicial de Burgos. Era un lugar que tenía una población de 102 habitantes el año 1843.
Nuestra población, por los datos que nos aporta el catastro de la Ensenada y el Diccionario de Pascual Madoz y por los datos actuales, parece que ha vivido del trabajo agrícola, en alguna medida del ganado lanar y también del vacuno, y de algunas actividades artesanales, en alguna medida industriales, como la extracción de yeso o el trabajo de escobas. El varias veces citado Madoz nos dice que en nuestra población había casa consistorial, escuela frecuentada por 20 alumnos, la iglesia parroquial de la Natividad de Nuestra Señora tenía párroco y sacristán y que en la población se producía trigo, centeno, avena, yeros, cebada, titos y garbanzos, lino, cáñamo, algunas legumbres y toda clase de ganados.

## Parroquia
Nuestra Señora de la Natividad. De estilo renacentista, en la que destaca una sencilla pila bautismal románica.
La patrona del pueblo, Nuestra Señora de la Natividad, cuya fiesta se celebra el 8 de septiembre.

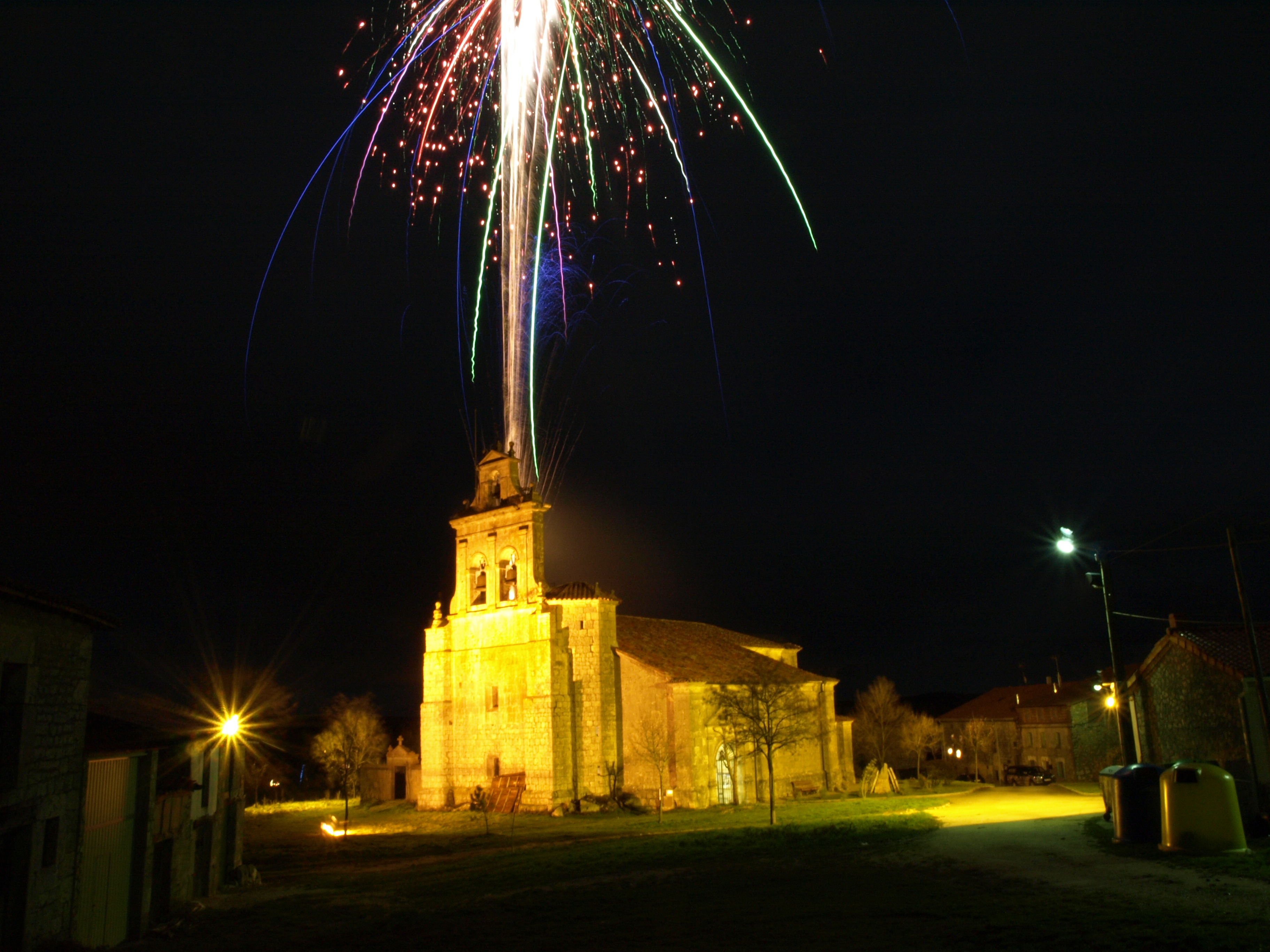

- Datos: Q6050194